# Балтик Чейн Тур
Балтик Чейн Тур (англ. Baltic Chain Tour) — шоссейная многодневная велогонка, проходящая в Прибалтики по территории Латвии, Литвы и Эстонии с 2011 года.

## История
По территории прибалтийских республиках СССР с 1955 по 1987 год с небольшими перерывами проходил Тур Балтии. 23 августа 1989 года там же прошла мирная акция Балтийский путь, также известная как Балтийская цепь.
4 ноября 2010 года президенты трёх национальных велосипедных союзов подписали в Риге соглашение о сотрудничестве, чтобы восстановить традицию балтийских велотуров и напомнить о событиях в Балтийской цепи 1989 года.
Первая гонка прошла в 2011 году в рамках национального календаря. В 2012 году вошла в календарь Европейского тура UCI, получив категорию 2.2. Проводится во второй половине августа.
Изначально маршрут гонки состоял из пяти этапов и проходил по территории трёх стран — Литвы, Латвии и Эстонии. В 2013 году один из этапов прошёл на территории Финляндии. С 2015 года протяжённость дистанции сократилась до трёх этапов. В 2019 году в связи с финансовыми трудностями гонка не проводилась.

## Призёры

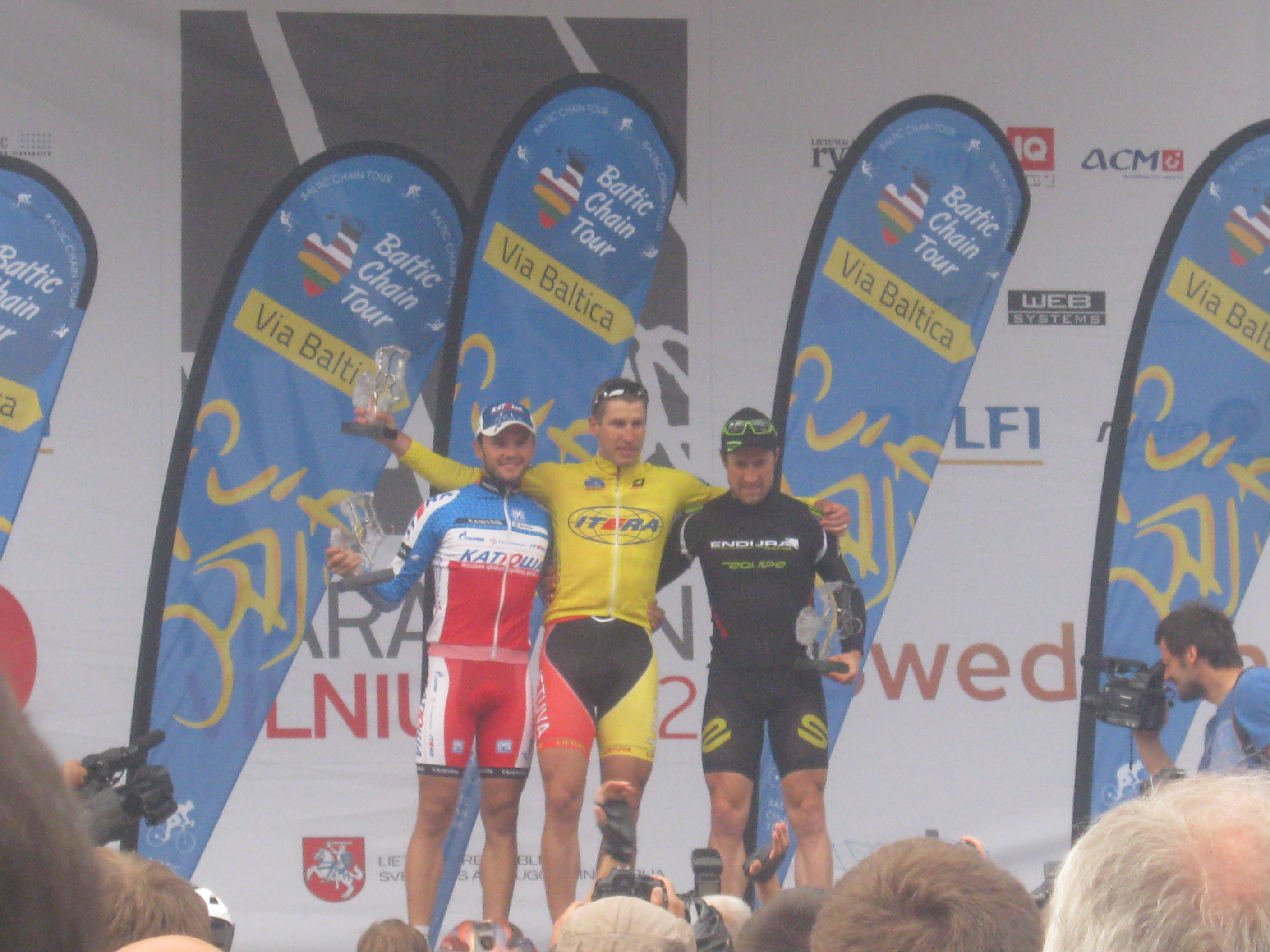
Подиум 2012 года

| Год                 | Победитель         | Второй               | Третий             |          |
| ------------------- | ------------------ | -------------------- | ------------------ | -------- |
| 2011                | Эрки Пютсеп        | Игорь Боев           | Иво Суур           |          |
| 2012                | Гедиминас Багдонас | Виктор Шмалько       | Иэн Уилкинсон      |          |
| 2013                | Филипп Вальслебен  | Иван Савицкий        | Жидрунас Савицкас  |          |
| 2014                | Матье Ван дер Пул  | Клеменс Фанкхаузер   | Михаил Кононенко   |          |
| 2015                | Андрей Кулик       | Матти Маннинен       | Густав Хёг         |          |
| 2016                | Марис Богданович   | Андрей Василюк       | Сильвер Мёома      |          |
| 2017                | Херман Даль        | Марис Богданович     | Бенджамин Перри    |          |
| 2018                | Эмилс Лиепиньш     | Рамунас Навардаускас | Герт Йыеяэр        |          |
| 2019 не проводилась |                    |                      |                    |          |
| 2020                | Герт Йыеяэр        | Ало Якин             | Раит Арм           |          |
| 2021                | Лоренс Пити        | Карл Патрик Лаук     | Антти-Юсси Юнтунен |          |
| 2022                | Раит Арм           | Мартин Лаас          | Мика Хеминг        |          |
| 2023                | Раит Арм           | Анри Улиг            | Филиппо Фортин     |          |
| 2024                | отменено           | отменено             | отменено           | отменено |